# Anton Georg Hauptmann
Anton Georg Hauptmann (* 27. September 1735 in Weimar; † 21. Oktober 1803 ebenda) war ein deutscher Baumeister und Jäger.
Im Weimar. Lexikon zur Stadtgeschichte ist zu lesen: „---Kindheit in Weimar, Lehre als Jäger in der Falknerei des Herzogs Ernst August II. Constantin, später in der Försterei Großbrembach. Im Jahr 1759 gab es eine Ermittlung gegen ihn wegen unlauterer Handelsgeschäfte. Flucht und Eintritt in das Ottosche Freikorps. 1761 Rückkehr nach Weimar, tätig als Proviantverkäufer der französischen Armee. 1770 Titel eines Fürstlich Sächsischen Hofjägers. 1777 mit der Verwaltung des herzoglichen Postwesens vertraut, trat vor allem als Architekt und Bauunternehmer hervor.“ Er hatte also durchaus eine kriminelle Vorgeschichte, bevor er in Weimar zu dem wurde, der er geworden war: ein Mann von außerordentlichen unternehmerischen Fähigkeiten.
Er hatte im Weimar der frühen klassischen Zeit Spuren hinterlassen, die heute noch sichtbar sind. Über ihn selbst ist nicht nur im Zusammenhang mit seiner Bautätigkeit als Unternehmer etwas bekannt und dass er Hofjäger gewesen war. Volker Wahl schreibt schon einleitend in einem Aufsatz über Hauptmann: „Noch wenig bekannt ist er als der erste 'Entrepreneur' der  'Bals en Masque' oder sogenannten Redouten“, die mit ihm hier 1770 ihren Anfang genommen haben. Da deren Geschichte in ihren ersten Jahrzehnten infolge seiner organisatorischen Betätigung für die öffentlichen Maskenbälle – zugleich verbunden mit der Erbauung von zwei bzw. drei Redoutensälen – eng mit seiner Person verknüpft ist, darf ein Lebensabriss dieses rührigen „Allrounders“, der sich als Bau- und Fuhrunternehmer, Postmeister und Kurier, Veranstalter, Traiteur und Gastwirt, auch Jäger und Hundedresseur mehr oder weniger erfolgreich betätigte, „in diesem Themenheft zur Geschichte der öffentlichen Redouten in der Residenzstadt Weimar nicht fehlen.“ Sein Wirken ist allerdings etwas früher nachzuweisen. Im Jahre 1769 errichtete Hauptmann nach einem Entwurf von Johann Gottfried Schlegel am heutigen Sophienstiftsplatz in Weimar ein Arbeitshaus, welches aber 1876/77 zugunsten eines großzügigeren Umbaus abgebrochen wurde. Als Baumeister errichtete er 1777 Schillers Wohnhaus (Weimar) auf dem Gelände der alten fürstlichen Münze und unter Einbeziehung der vorhandenen alten Nebengebäude. Im Jahr 1770 ließ er den Kasseturm, Teil der einstigen mittelalterlichen Stadtbefestigung der Altstadt umbauen, brachte ihn in seine jetzige Gestalt und sicherte so seinen weiteren Bestand. Heute dient der Turm als Studentenclub. 
Weiterhin wurden das Haus der Charlotte von Stein an der Ackerwand und das sogenannte Fürstenhaus Weimar, welches heute zur Hochschule für Musik Franz Liszt Weimar gehört, von ihm errichtet. Der fürstliche Landbaumeister Johann Gottfried Schlegel lieferte zu diesem Bau die Pläne. 1779 errichtete Hauptmann gegenüber dem Wittumspalais ein Komödien- und Redoutenhaus, worauf das Café Sperling in der Schillerstraße 18 errichtet wurde.
Insgesamt entwickelte Hauptmann ein Gespür für die Situation, indem er es verstand, sich bei dem Weimarer Hof mit seinen Diensten unentbehrlich zu machen. So nach dem Schlossbrand von 1774, als damit das alte Hoftheater im Residenzschloss mit in Flammen aufging. Der herzogliche Hof wollte aber auf solche Unterhaltung nicht verzichten, was dann 1779 zu dem erwähnten Bau des Komödien- und Redoutenhauses führte. Für ihn selbst war diese Verbindung mit dem Weimarer Hof recht einträglich. Den Entwurf für den zwischen 1803 und 1805 erbauten Russischen Hof lieferte er ebenfalls. 1790/91 wurde das sog. Poseck'sche Haus, das heutige Museum für Ur- und Frühgeschichte Thüringens, errichtet nach dem Entwurf von Rudolf Steiner. Hauptmann hatte hier auch die Bauleitung.
Anton Georg Hauptmann wurde auch gezeichnet wie z. B. 1821 von Theodor Maximilian Georg Goetz (1779–1853).

Einige seiner Bauwerke
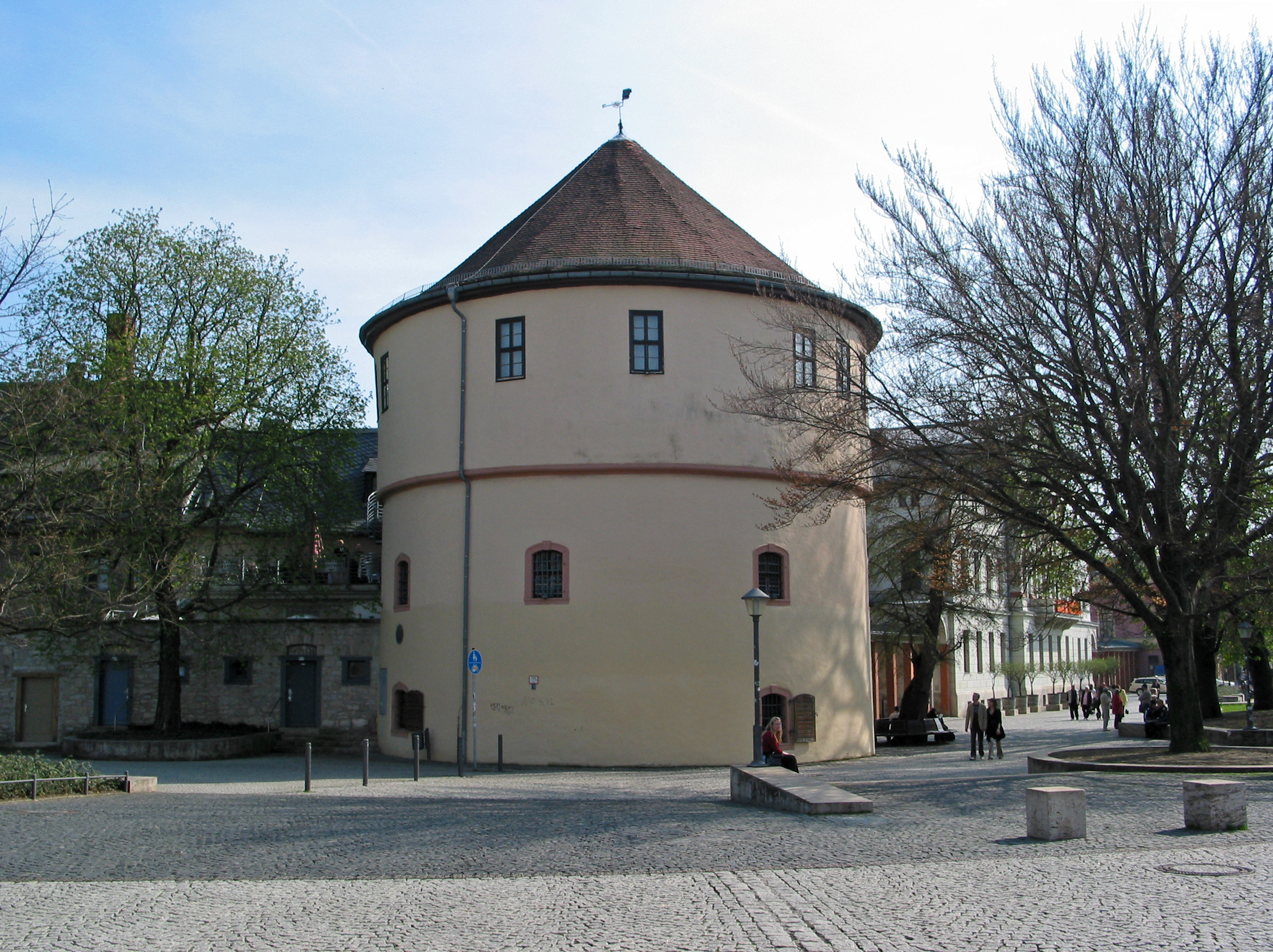
Der Kasseturm am Goetheplatz aus dem Jahre 1770
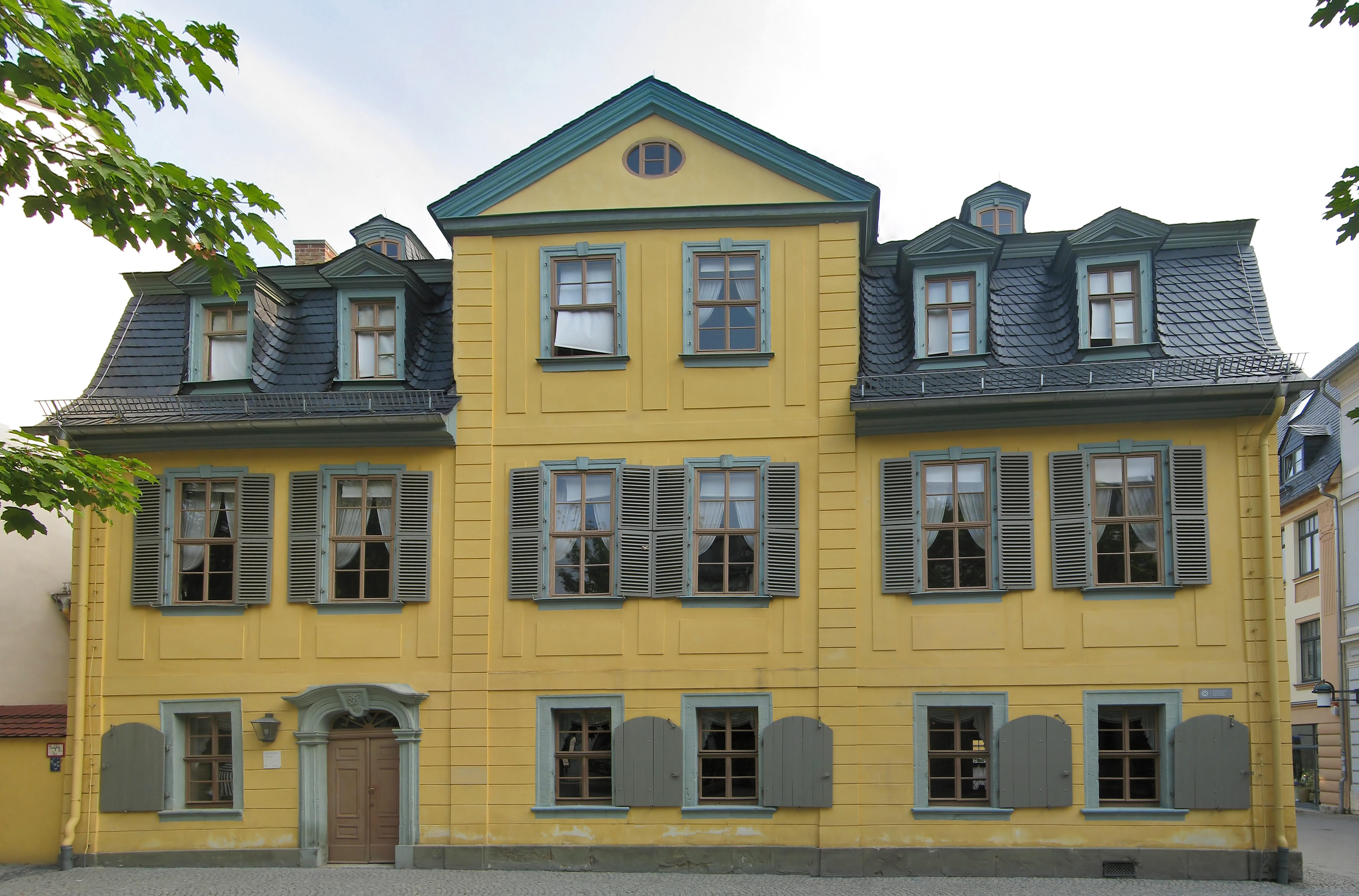
Schillers Wohnhaus in Weimar aus dem Jahre 1777
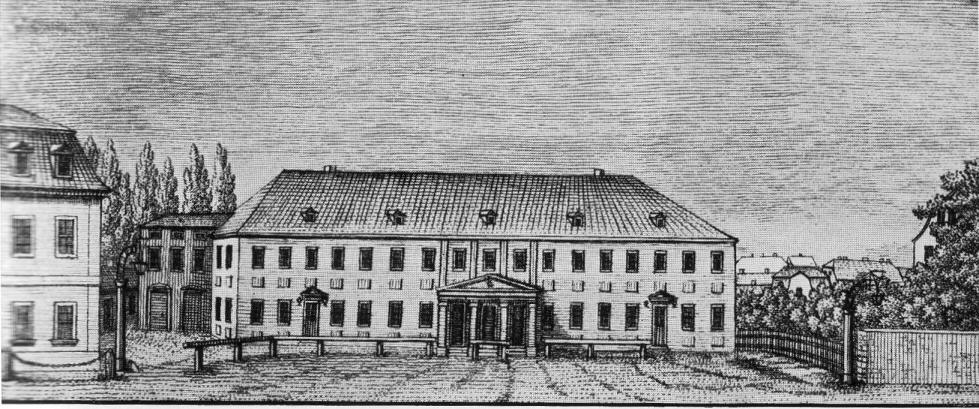
Das Redouten- und Komödienhaus von 1779 (Schillerstraße 18, Café Sperling)
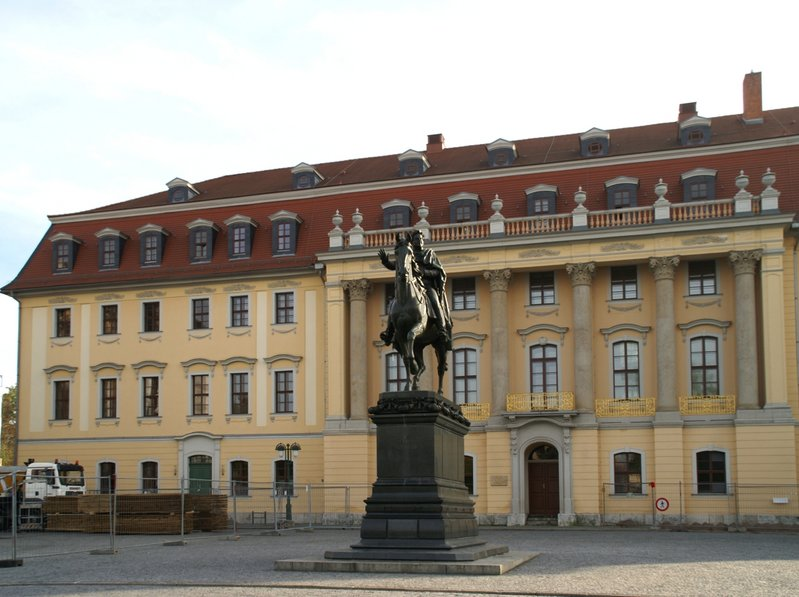
Die Hochschule für Musik „Franz Liszt“ im ehemaligen Fürstenhaus Weimar
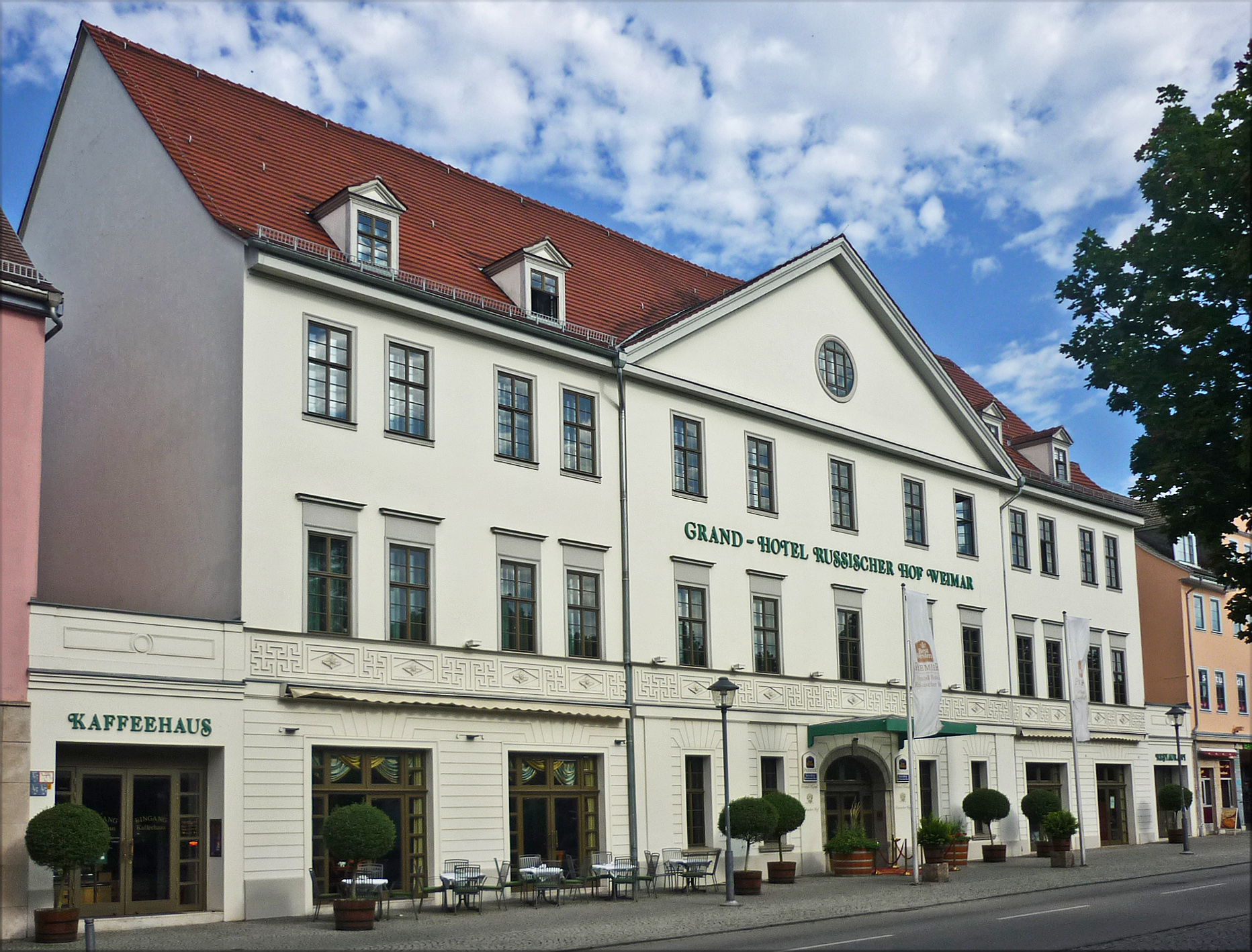
Russischer Hof aus dem Jahre 1805
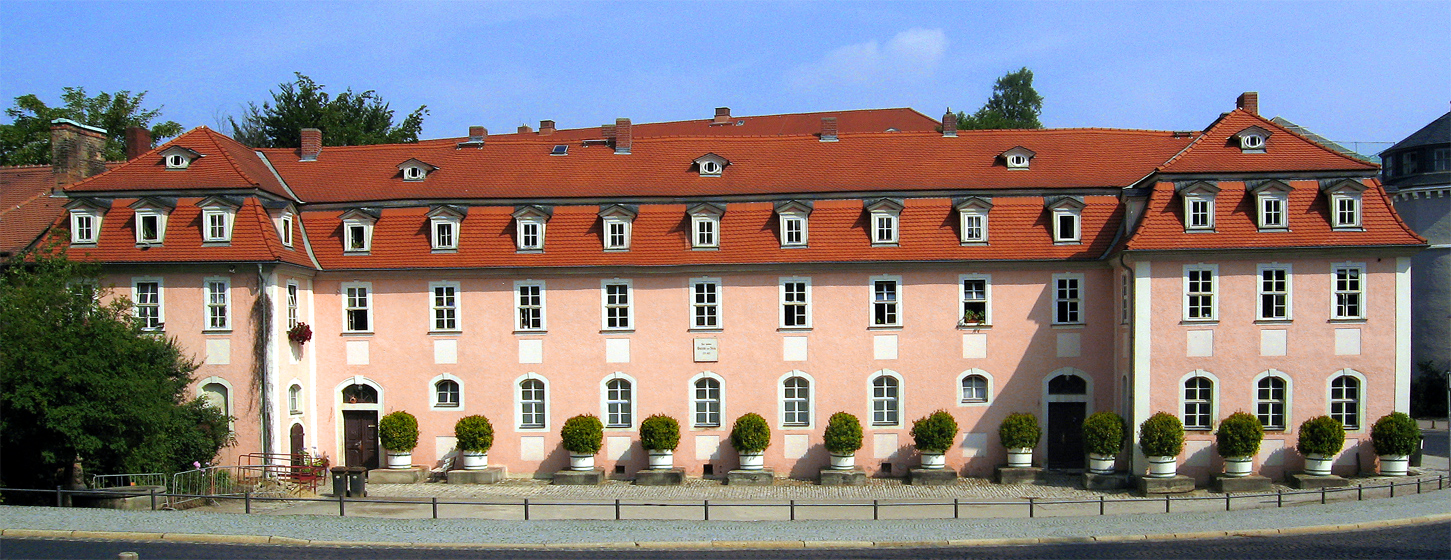
Haus der Frau von Stein aus dem Jahre 1770–1773